# Eleonora Teles de Menezes
Eleonora Teles de Menezes (1350 – 27. duben 1386) byla jako manželka portugalského krále Ferdinanda I. portugalskou královnou. V letech 1383–1385 byla portugalskou regentkou. Jejím prvním manželem byl portugalský šlechtic, na nátlak Ferdinanda však toto manželství bylo zrušeno a král se s Eleonorou oženil sám. V Portugalsku si získala pověst zrádkyně obviňované z nevěry a zrady své země; je považována za portugalskou obdobu Lucrezie Borgie.

## Život
Rudovlasá Eleonora byla dcerou portugalského šlechtice Martima Afonsa Tela de Meneses. V mládí byla provdaná za šlechtice jménem João Lourenço da Cunha, s nímž měla syna Álvara (dědice svého otce) a dítě, které se narodilo mrtvé. Eleonořina sestra Maria Telles de Menezes byla dvorní dámou Beatrice, dcery Petra I. a jeho milenky Inés de Castro. Během návštěvy své sestry u dvora se seznámila také s Beatriciným nevlastním bratrem Ferdinandem (I.). Ferdinandem se nechala ochotně svést.
Ferdinandovi (od roku 1367 králi) se podařilo dosáhnout anulace Eleonořina prvního manželství a 15. května 1372 se s ní oženil. Po jeho smrti v roce 1383 byla Eleonora jmenována regentkou jménem jejich jediné dcery Beatrix. Vládla se svým milencem Joãem Fernandesem Andeirem, k nelibosti šlechty i nižších vrstev. Princeznino manželství s Janem I. Kastilským a hrozící ztráta nezávislosti vedly k vyhnání matky i dcery z Portugalska. Eleonora zemřela nedlouho poté, v roce 1386.